# 飛鳥賢次郎
飛鳥 賢次郎（あすか けんじろう、1849年（嘉永2年） - 1889年（明治22年）1月28日）は、日本メソジスト教会の牧師である。
1849年、石見国に生まれる。1867年（慶応3年）に土佐国の禅寺に入り、翌年長崎の寺に移る。明治維新後、仏教を棄教する。
1874年（明治7年）J・C・デヴィソンの日本語教師として、アメリカ・メソジスト監督教会より雇われて、1879年まで5年間働く。この時教材として用いた和訳福音書に興味を関心を持ち、キリスト教信仰を持つ。1876年（明治9年）4月16日、デヴィソンの日本最初の受洗者として出島教会(長崎銀屋町教会)で洗礼を受ける。
1881年（明治14年）8月28日、鹿児島教会（鹿児島加治屋町教会）の設立に貢献する。その年、1881年にトーマス・ボウマン(Thomas bowman)監督から執事の按手礼を受け、二年後の1883年（明治16年）S・M・メリル(Stephen Mason Merill)から長老の按手礼を受ける。
1883年、C・S・ロング宣教師と共に、熊本を訪れる。その後、長崎に戻り、家族と共に熊本に移住し、熊本でその年の12月23日に伝道を始める。1884年（明治17年）熊本教会（現、日本基督教団熊本白川教会）を設立し、1886年（明治19年）に福岡教会（福岡中部教会）に転任する。
1887年（明治20年）福岡英和女学校（現・福岡女学院）の校舎を新築し、1888年（明治21年）に福岡教会の教会堂を新築する。
1889年（明治22年）1月28日に祈祷会中に倒れ、死去する。博多の東公園墓地に葬られた。